# Anycles cupreus
Anycles cupreus är en fjärilsart som beskrevs av William Schaus 1901. Anycles cupreus ingår i släktet Anycles och familjen björnspinnare. Inga underarter finns listade i Catalogue of Life.